# 吳鴻甲
吳鴻甲（1851年—1902年后），字唱初、號昶仙，江蘇江陰縣人，清朝官员、進士出身。
同治十二年（1873年），江蘇鄉試中舉；光緒二十年（1886年），登進士，同年五月，改翰林院庶吉士。次年，考取鑲黃旗覺羅官學漢教習。光緒十五年四月，散館，授翰林院編修；后改國史館協修。光緒十八年，任會試同考官。光緒十九年，任湖北鄉試正考官。光緒二十四年，任陝西道監察御史，次年掌陝西道監察御史。光緒二十六年，稽查興平倉事務。后署掌福建道監察御史、浙江道監察御史、江西道監察御史。光緒二十八年（1902年），任刑科給事中。